# Chamaedorea deckeriana
Chamaedorea deckeriana es una especie de palmera que se distribuye por Centroamérica.

## Descripción
Son palmas con tallos solitarios, erectos, a veces decumbentes, de hasta 2 m de alto y 2–3 cm de diámetro, con entrenudos de 2–5 cm de largo. Las hojas 4 o 5, patentes, bífidas, hasta ca 1.2 m de largo, con la lámina de 50–70 cm de largo y 25–35 cm de ancho, cuneada basalmente, con nervios laterales 20 o más por lado; la vaina cortamente tubular, 15–25 cm de largo, oblicuamente abierta, el pecíolo de 15–25 cm de largo, pálido abaxialmente. Las inflorescencias interfoliares a infrafoliares cuando en fruto, espigadas, erectas, pedúnculo de 20–30 cm de largo, brácteas 4–5; inflorescencias estaminadas 4–10 por nudo, las medias alcanzando la antesis primero, porción fértil del raquis de 10 cm de largo, flores en espirales densas, de 1.5–2 mm de largo y 2.5–3 mm de ancho, verdes con un notable olor a anís, sépalos connados basalmente, pétalos valvados y a veces ligeramente imbricados en el ápice; las inflorescencias pistiladas solitarias, porción fértil del raquis de 15 cm de largo, verde y erecta en la antesis, anaranjada en fruto, flores 3 mm de largo y de ancho, en 10–12 hileras densas, verdosas a amarillentas, sépalos connados casi hasta el ápice, pétalos imbricados. Frutos obovoide-globosos, 10–15 mm de largo y 5–10 mm de ancho, verdes tornándose rojo-anaranjados y negros cuando maduros.

## Distribución y hábitat
Es una especie poco común en los bosques húmedos o muy húmedos, sur de la zona atlántica; a una altitud de 900 metros; desde Nicaragua a Panamá.

## Taxonomía
Chamaedorea deckeriana fue descrita por (Klotzsch) Hemsl. y publicado en Biologia Centrali-Americana; . . . Botany 3(18): 404, en el año 1885. (Feb 1885)
Etimología
Chamaedorea: nombre genérico que deriva de las palabras griegas: χαμαί (chamai), que significa "sobre el terreno", y δωρεά (dorea) , que significa "regalo", en referencia a las frutas fácilmente alcanzadas en la naturaleza por el bajo crecimiento de las plantas.
deckeriana, epíteto nombrado en honor del botánico alemán del siglo XIX G.H.Decker, que descubrió la especie en su jardín.
Sinonimia
- Dasystachys deckeriana (Klotzsch) Oerst.
- Morenia deckeriana (Klotzsch) Dammer
- Nunnezharia deckeriana (Klotzsch) Kuntze
- Stachyophorbe deckeriana Klotzsch[5]